# Frédéric Moncassin
Frédéric Moncassin (Toulouse, 26 september 1968) is een voormalig Frans wielrenner. Hij was beroepsrenner van 1990 tot 1999 en gold als een sterke sprinter. In 1996 won hij twee etappes in de Ronde van Frankrijk en droeg hij een dag de gele trui.

## Palmares
1990
- 2e etappe Dauphiné Liberé
- 4e etappe Dauphiné Liberé
- GP van Isbergues
- GP Denain

1991
- GP Denain

1992
- 3e etappe Ster van Bessèges

1993
- 3e etappe Dauphiné Liberé
- Eindklassement Ronde van de Oise

1995
- Kuurne-Brussel-Kuurne
- GP Herning

1996
- 1e etappe Parijs-Nice
- 1e etappe Midi Libre
- 3e etappe Midi Libre
- 1e etappe Route du Sud
- 4e etappe Route du Sud
- 1e etappe Ronde van Frankrijk
- 19e etappe Ronde van Frankrijk

## Resultaten in voornaamste wedstrijden
| Jaar | Ronde van Italië | Ronde van Frankrijk | Ronde van Spanje |
| ---- | ---------------- | ------------------- | ---------------- |
| 1990 |                  |                     |                  |
| 1991 |                  |                     |                  |
| 1992 |                  |                     |                  |
| 1993 |                  | 112e                |                  |
| 1994 |                  |                     |                  |
| 1995 |                  | opgave              |                  |
| 1996 |                  | 106e (2)            |                  |
| 1997 |                  | 114e                | opgave           |
| 1998 |                  | opgave              | buiten tijd      |
| 1999 |                  |                     |                  |

| Jaar | Milaan-San Remo | Gent-Wevelgem | Ronde van Vlaanderen | Parijs-Roubaix | Omloop Het Volk | Parijs-Tours | Kuurne-Brussel-Kuurne |
| ---- | --------------- | ------------- | -------------------- | -------------- | --------------- | ------------ | --------------------- |
| 1990 |                 | 141e          |                      |                |                 | 9e           |                       |
| 1991 | 64e             | 25e           | 69e                  | 39e            |                 | 15e          |                       |
| 1992 |                 | 11e           |                      | 34e            |                 |              |                       |
| 1993 |                 | 4e            | 28e                  | 11e            |                 |              |                       |
| 1994 |                 | 16e           |                      | 20e            | ↑               | 96e          |                       |
| 1995 |                 | 63e           |                      | 8e             | 13e             |              | Goud                  |
| 1996 | 104e            | 20e           |                      |                |                 |              | Zilver                |
| 1997 | 142e            | 72e           | ↑                    | 8e             | 23e             |              | 11e                   |
| 1998 | ↑               | 18e           | 36e                  | 5e             | 19e             |              |                       |
| 1999 | 112e            | 25e           |                      |                | 20e             |              |                       |

Wielerploegen van Frédéric Moncassin
Arnould ·
Barteau ·
Bonnamour ·
Dubois (tot 30/09) ·
Durand ·
Fignon ·
Garde ·
Lavainne ·
Leblanc ·
Ledanois ·
Marie ·
Moncassin ·
Philipot ·
Pichon ·
Riis ·
Rouxel ·
Rué ·
P. Simon ·
F. Simon (stagiair)
Arnould ·
Bagot ·
Durand ·
Fignon ·
Garde ·
Lavainne ·
Leblanc ·
Ledanois ·
Marie ·
Moncassin ·
Pichon ·
Riis ·
Robin ·
Rouxel ·
F. Simon ·
P. Simon ·
Thueux ·
Vichot
Arnould ·
Bagot ·
Bourguignon ·
Bouvatier ·
Brochard ·
Davy ·
Durand ·
Kindberg ·
Lavainne ·
Leblanc ·
Le Clerc ·
Ledanois ·
Madouas ·
Marie ·
Moncassin ·
Robin ·
Rué ·
Simon ·
Talmant ·
Thibout ·
Magnien (stagiair)
Alcalá ·
Daelman ·
Dekker ·
Kokkelkoren (tot 31/08) ·
de Koning ·
Ledanois ·
Maassen ·
Moncassin ·
Moreels ·
Mulders ·
Nijdam ·
Runkel · 
Segers ·
Sherwin ·
Vanderaerden (tot 31/08) ·
Van Hooydonck ·
Zuijderwijk (tot 31/08) ·

van Bon (stagiair) ·
Boogerd (stagiair) 
van Bon ·
Boogerd ·
den Braber ·
Cordes ·
Daelman ·
Dekker ·
Jekimov ·
Jemison ·
de Koning ·
Kvålsvoll ·
Ledanois ·
Maassen ·
Moncassin ·
Moreels ·
Mulders ·
Namtvedt ·
Neljoebin ·
Nijdam ·
Runkel · 
Sherwin ·
Teutenberg ·

Van Hooydonck ·
Van Lancker ·
Wauters ·
Blaudzun (stagiair) ·
Vansevenant (stagiair)
Abdoezjaparov ·
Blaudzun ·
van Bon ·
Boogerd ·
Bouwmans ·
Dekker ·
Jekimov ·
Maassen (tot 15/10) ·
Moncassin ·
Mulders ·
Neljoebin ·
Ozols ·
Piziks · 
Teutenberg ·
Van Den Bossche ·
Van Hooydonck ·
Vogels ·
de Vries ·
Wauters
Boardman ·
Deramé ·
Desbiens (tot 15/06) ·
Gaumont (tot 15/06) ·
Heulot ·
Hubert ·
Ledanois ·
Lemarchand ·
Moncassin ·
Moreau ·
O'Grady ·
Pensec ·
Prétot ·
Rous ·
Rué ·
Seigneur ·
Simon ·
Vasseur ·
Bos (stagiair) ·
Hinault (stagiair) ·
Langella (stagiair) 
Boardman ·
Bos ·
Hinault ·
Hubert ·
Langella ·
Ledanois ·
Lemarchand ·
Moncassin ·
O'Grady ·
Pensec (tot 30/06) ·
Poli ·
Prétot ·
Rué ·
Simon ·
Sunderland ·
Teyssier ·
Vasseur ·
Vogels ·
Estadieu (stagiair) ·
Jenner (stagiair) 
Bäckstedt ·
Boardman ·
Bos ·
Gono ·
Hinault ·
Jenner ·
Langella ·
Moncassin ·
O'Grady ·
Perraudeau ·
Pétilleau ·
Poli ·
Prétot ·
Seigneur ·
Simon ·
Vasseur ·
Vogels ·
Voigt ·
Augé (stagiair)
Bäckstedt ·
Boardman ·
Delalande ·
Finot ·
Gono ·
Hinault ·
Jenner ·
Langella ·
Moncassin ·
Neuville ·
O'Grady ·
Pencolé ·
Perraudeau ·
Poli ·
Simon ·
Vasseur ·
Vogels ·
Voigt ·
Augé (stagiair) ·
Fédrigo (stagiair) ·
Hushovd (stagiair) ·
Poilvet (stagiair) 